# Segunda Categoría de Bolívar
El Campeonato Provincial de la Segunda Categoría de Bolívar es un torneo oficial de fútbol de ascenso en la provincia de Bolívar. Es organizado anualmente por la Asociación de Fútbol Profesional de Bolívar (AFB). Los tres mejores clubes (campeón, subcampeón y tercer lugar) clasifican al torneo de Ascenso Nacional por el ascenso a la Serie B, además el campeón provincial obtiene un cupo a la primera fase de la Copa Ecuador.

## Estructura de ascenso
Anualmente varios equipos de la provincia se inscriben en la Asociación de Fútbol Profesional de Bolívar para poder participar en el torneo. Año a año difiere el sistema de campeonato en esta competición. Tras terminar el campeonato, se define al campeón y subcampeón provincial, quienes obtienen un cupo para disputar el Campeonato Nacional de Segunda Categoría. Este campeonato de ascenso nacional se divide en grupos dependiendo de la ubicación de cada provincia, llamados zonales. Los representantes de Bolívar compiten frente a clubes de otras provincias y clasificar a la siguiente fase. Al finalizar el torneo nacional de Segunda Categoría se designa cuales serán los clasificados a la Serie B en el próximo año.

### Sistema de campeonato actual
Actualmente, el torneo provincial Bolivarense tiene inscrito a ocho clubes que disputarán tres cupos para los play-offs de ascenso. El torneo se compone de  dos etapas, la primera consistirá en encuentros de todos  contra todos, de los cuales se jugarán partidos de ida y la segunda será una fase eliminatoria. Al finalizar el torneo los tres mejores clasificarán al Campeonato de Ascenso Nacional.

## Palmarés
| Temporada | Campeón                                                                 | Subcampeón                                                            |
| --------- | ----------------------------------------------------------------------- | --------------------------------------------------------------------- |
| 2003      | ?                                                                       | ?                                                                     |
| 2004      | [[Archivo:\|20x20px\|border\|Bandera de Guaranda]] Río Chimbo (1)       | [[Archivo:\|20x20px\|border\|Bandera de Guaranda]] Huracán (1)        |
| 2005      | [[Archivo:\|20x20px\|border\|Bandera de Guaranda]] Río Chimbo (2)       | Unibolívar (1)                                                        |
| 2006      | Unibolívar (1)                                                          | [[Archivo:\|20x20px\|border\|Bandera de Guaranda]] Río Chimbo (1)     |
| 2007      | Unibolívar (2)                                                          | [[Archivo:\|20x20px\|border\|Bandera de Guaranda]] River F. C. (1)    |
| 2008      | [[Archivo:\|20x20px\|border\|Bandera de Guaranda]] Río Chimbo (3)       | Unibolívar (2)                                                        |
| 2009      | Unibolívar (3)                                                          | Gremio (1)                                                            |
| 2010      | Gremio (1)                                                              | Juventud Minera (1)                                                   |
| 2011      | Juventud Minera (1)                                                     | Unibolívar (3)                                                        |
| 2012      | [[Archivo:\|20x20px\|border\|Bandera de Guaranda]] Sporting Bolívar (1) | Juventud Minera (2)                                                   |
| 2013      | Juventud Minera (2)                                                     | Primero de Mayo (1)                                                   |
| 2014      | Juventud Minera (3)                                                     | [[Archivo:\|20x20px\|border\|Bandera de Guaranda]] Ñucanchik Pura (1) |
| 2015      | Deportivo Echeandía (1)                                                 | [[Archivo:\|20x20px\|border\|Bandera de Guaranda]] Ñucanchik Pura (2) |
| 2016      | Unibolívar (4)                                                          | [[Archivo:\|20x20px\|border\|Bandera de Guaranda]] Ñucanchik Pura (3) |
| 2017      | Mineros S. C. (1)                                                       | Primero de Mayo (2)                                                   |
| 2018      | Mineros S. C. (2)                                                       | Primero de Mayo (3)                                                   |
| 2019      | Unibolívar (5)                                                          | Juventud Minera (3)                                                   |
| 2020      | Unibolívar (6)                                                          | Mineros S. C. (1)                                                     |
| 2021      | Unibolívar (7)                                                          | Mineros S. C. (2)                                                     |
| 2022      | Unibolívar (8)                                                          | Mineros S. C. (3)                                                     |
| 2023      | Mineros S. C. (3)                                                       | Atlético El Conde (1)                                                 |
| 2024      | Mineros S. C. (4)                                                       | Guaranda F. C. (1)                                                    |
| 2025      | Por definir                                                             | Por definir                                                           |

## Estadísticas por equipo

### Campeonatos
| Equipo                                                              | Títulos | Subtítulos | Temporadas campeón                              | Temporadas subcampeón |
| ------------------------------------------------------------------- | ------- | ---------- | ----------------------------------------------- | --------------------- |
| Unibolívar                                                          | 8       | 3          | 2006, 2007, 2009, 2016, 2019, 2020, 2021, 2022. | 2005, 2008, 2011.     |
| Mineros S. C.                                                       | 4       | 3          | 2017, 2018, 2023, 2024.                         | 2010, 2012, 2019.     |
| Juventud Minera                                                     | 3       | 3          | 2011, 2013, 2014.                               | 2010, 2012, 2019.     |
| [[Archivo:\|20x20px\|border\|Bandera de Guaranda]] Río Chimbo       | 3       | 1          | 2004, 2005, 2008.                               | 2006.                 |
| Gremio                                                              | 1       | 1          | 2010.                                           | 2009.                 |
| [[Archivo:\|20x20px\|border\|Bandera de Guaranda]] Sporting Bolívar | 1       | 0          | 2012.                                           |                       |
| [[Archivo:\|20x20px\|border\|Bandera de Guaranda]] Ñucanchik Pura   | 0       | 3          |                                                 | 2014, 2015, 2016.     |
| Primero de Mayo                                                     | 0       | 3          |                                                 | 2013, 2017, 2018.     |
| Atlético El Conde                                                   | 0       | 1          |                                                 | 2023.                 |
| Guaranda F. C.                                                      | 0       | 1          |                                                 | 2024.                 |
| [[Archivo:\|20x20px\|border\|Bandera de Guaranda]] Huracán          | 0       | 1          |                                                 | 2004.                 |
| [[Archivo:\|20x20px\|border\|Bandera de Guaranda]] River F. C.      | 0       | 1          |                                                 | 2007.                 |

### Estadísticas por Cantón
| Cantón    |    | Títulos |    | Subtítulos |  |
| --------- | -- | --- | -- | --- |  |
| Guaranda  | 12 | Unibolívar (8) [[Archivo:\|20x20px\|border\|Bandera de Guaranda]] Río Chimbo (3) [[Archivo:\|20x20px\|border\|Bandera de Guaranda]] Sporting Bolívar (1) | 12 | [[Archivo:\|20x20px\|border\|Bandera de Guaranda]] Ñucanchik Pura (3) Primero de Mayo (3) Unibolívar (3) Guaranda F. C. (1) [[Archivo:\|20x20px\|border\|Bandera de Guaranda]] Huracán (1) [[Archivo:\|20x20px\|border\|Bandera de Guaranda]] River F. C. (1) |  |
| Las Naves | 7  | Mineros S. C. (4) Juventud Minera (3) | 6  | Juventud Minera (3) Mineros S. C. (3) |  |
| Echeandía | 1  | Gremio (1) | 1  | Gremio (1) |  |
| Chimbo    |    | | 1  | Atlético El Conde (1) |  |